# Носек, Вацлав
Вацлав Носек (чеш. Václav Nosek; 26 сентября 1892, Велка Добра — 22 июля 1955, Прага) — чехословацкий коммунистический политик и государственный деятель, руководитель силовых структур КПЧ. В 1945—1953 — министр внутренних дел Чехословакии. Возглавлял репрессивный аппарат режима Клемента Готвальда, активно участвовал в февральском перевороте 1948. В 1953—1955 — министр труда и социального обеспечения.

## Шахтёр-социалист
Родился в чешской рабочей семье. Пятнадцать лет работал шахтёром в Либушине. Служил в австро-венгерской армии, воевал на сербском, русском и итальянском фронтах Первой мировой.
С юности Вацлав Носек придерживался социалистических взглядов. Состоял в рабочей спортивной организации, был профсоюзным активистом. С 1910 — член Чешской социал-демократической партии (ЧСДП). В 1920 вместе с Антонином Запотоцким возглавлял массовую забастовку в Кладно.

## Коммунист и эмигрант
При расколе ЧСДП в 1921 Вацлав Носек поддержал радикально-марксистское крыло. Был делегатом учредительного съезда Коммунистической партии Чехословакии (КПЧ). С 1929 — член ЦК КПЧ. В 1932 организовал крупную шахтёрскую забастовку в Богемии. Занимал ортодоксально-сталинистские позиции, был сторонником Клемента Готвальда.
Во время нацистской оккупации Вацлав Носек был арестован гестапо и несколько недель провёл в тюрьме. После освобождения эмигрировал в Великобританию. Являлся видной фигурой чехословацкой политэмиграции. С 1941 — член эмигрантского Государственного совета, с 1942 — заместитель председателя Прокопа Максы. Проводил курс КПЧ, поддерживал постоянную связь с находившимся в СССР Готвальдом.

## Министр внутренних дел
5 апреля 1945 Вацлав Носек занял пост министра внутренних дел в правительстве Зденека Фирлингера. Сохранил должность и расширил полномочия с 1946, когда премьер-министром стал Клемент Готвальд. Состоял в высшем руководящем органе КПЧ — президиуме ЦК.
Вацлав Носек стал одной из ключевых фигур в процессе установления монопольной власти КПЧ. Как глава МВД он контролировал Корпус национальной безопасности (КНБ), полицию и Службу госбезопасности (StB). Носек целенаправленно назначал руководителями силовых структур активистов КПЧ, поддерживал формирование Народной милиции — партийных вооружённых сил. Кроме того, Носек принадлежал к организаторам депортации этнических немцев, которая сопровождалась многочисленными убийствами, издевательствами, грабежами и взяточничеством.
Именно Носек в феврале 1948 спровоцировал политический кризис, уволив восемь офицеров КНБ, не являвшихся членами КПЧ. Некоммунистические партии выступили с протестом, который был подавлен вооружённой демонстрацией «Народной милиции». Результатом стала скорая отставка президента Эдуарда Бенеша, приход Клемента Готвальда на пост главы государства и фактическая монополизация государственной власти руководством КПЧ.
Вацлав Носек активно поддерживал готвальдовский курс «большевизации» (сталинизации) правящей партии и государства. Он был активным организатором политических репрессий, подавления антикоммунистического сопротивления, партийных чисток и преследований католической церкви. Заместителями Носека в МВД являлись такие деятели, как генерал КНБ Йозеф Павел и начальник StB Йиндржих Веселы.

## Ослабление позиций
Позиции и влияние Носека ослабли с 1950, когда было создано Министерство национальной безопасности Чехословакии (МНБ) во главе с Ладиславом Копршивой и Карелом Швабом. Новое ведомство подорвало силовую монополию МВД. Причиной создания МНБ стала подготовка к масштабной чистке партийно-государственного аппарата. Кроме того, резкое усиление Носека вызывало опасения Готвальда.
Контроль над КНБ и StB перешёл в ведение нового министерства. Функционеры МВД стали подвергаться преследованиям. В конце 1951 начался ключевой этап чистки — дело Сланского. Однако лично Носека репрессии не коснулись (зато среди казнённых был конкурент из МНБ Карел Шваб).
В сентябре 1953 МНБ было присоединено к МВД, которое возглавил Рудольф Барак. Вацлав Носек переведён на пост министра труда и социальных дел. Менее чем через два года он скончался.

## Семейная жизнь
Вацлав Носек был дважды женат. Первая его супруга Альжбета Носекова была активисткой КПЧ, арестована гестапо и в 1942 умерла в Освенциме. Второй его женой стала врач Ружена Носекова.
Сын от первого брака Мила погиб в 1945. Во втором браке Вацлав Носек имел сына Мирослава.